# دهنو لوداب (لوداب)
دهنو لوداب (بالفارسية: دهنو لوداب) هي قرية تقع في إيران في قسم لوداب الريفي. يقدر عدد سكانها بـ 397 نسمة .